# Lijst van Europarlementariërs voor de SP
Een overzicht van alle leden van het Europees Parlement voor de Socialistische Partij (Nederland) (SP) vanaf 1979.
| Naam              | Begindatum   | Einddatum    |
| ----------------- | ------------ | ------------ |
| Dennis de Jong    | 14 juli 2009 | 1 juli 2019  |
| Kartika Liotard   | 20 juli 2004 | 30 mei 2010  |
| Erik Meijer       | 19 juli 1999 | 13 juli 2009 |
| Anne-Marie Mineur | 1 juli 2014  | 1 juli 2019  |

## Per parlementszitting

### 1979-1984
geen deelname aan de verkiezingen

### 1984-1989
geen deelname aan de verkiezingen

### 1989-1994
0 zetels

### 1994-1999
0 zetels

### 1999-2004
1 zetel:
- Erik Meijer

### 2004-2009
2 zetels:
- Kartika Liotard
- Erik Meijer

### 2009-2014
2 zetels:
- Dennis de Jong
- Kartika Liotard[1]

### 2014-2019
2 zetels:
- Dennis de Jong
- Anne-Marie Mineur

### 2019-2024
0 zetels